# بوفسیله
بوفسیله یک منطقهٔ مسکونی در قطر است که در ام صلال (شهرداری) واقع شده‌است. بوفسیله ۶٫۸ کیلومتر مربع مساحت دارد.